# 海格羅夫 (加利福尼亞州)
海格羅夫（英語：Highgrove）是位於美國加利福尼亞州河濱縣的一個人口普查指定地區。

## 地理
海格羅夫的座標為34°00′57″N 117°20′00″W / 34.01583°N 117.33333°W，而該地最高點為海拔高度290米（即951英尺）。

## 人口
根據2010年美國人口普查的數據，海格羅夫的面積為8.336平方千米，均為陸地。當地共有人口3988人，而人口密度為每平方千米478人。